# Kinh tế Đan Mạch
Đan Mạch có một nền kinh tế mở và năng động. Do chi phí trả lương cho người lao động cao, 39,29 USD/một giờ cho một công nhân - một con số cao nhất thế giới, nên lĩnh vực chế tạo tương đối chuyên sâu và cần ít lao động.  Lĩnh vực dịch vụ tạo ra một số lượng lớn công việc trong nền kinh tế. Nền kinh tế thị trường công nghiệp hóa của đất nước phụ thuộc vào nhập khẩu nguyên liệu thô và thương mại quốc tế. Trong Liên minh châu Âu, Đan Mạch ủng hộ chính sách tự do thương mại. Đời sống của người dân ở Đan Mạch thuộc vào loại cao nhất thế giới - và được phân bố đồng đều, sự chênh lệch giàu nghèo là không đáng kể biểu hiện qua hệ số Gini, người Đan Mạch dành 0,8% Tổng thu nhập quốc gia (GNI) cho viện trợ nước ngoài.
Đan Mạch là nước tự cung tự cấp về năng lượng - sản phẩm dầu, khí tự nhiên, gió và năng lượng sinh học. Các lĩnh vực xuất khẩu chính là máy móc, dụng cụ và thực phẩm. Hoa Kỳ là đối tác thương mại ngoài châu Âu lớn nhất của Đan Mạch, với khoảng 5% tổng số trao đổi hàng hóa. Máy bay, máy tính, máy móc, và dụng cụ chủ yếu do Hoa Kỳ xuất khẩu tới Đan Mạch. Có tới hàng trăm công ty sở hữu của Hoa Kỳ ở Đan Mạch, một số công ty này chỉ đăng ký cho mục đích về thuế, những thứ có ích cho công ty mẹ. Các sản phẩm chính Đan Mạch xuất khẩu sang Hoa Kỳ là máy móc, sản phẩm hóa chất, đồ đạc, dược phẩm, thịt lợn và thịt đóng hộp.

## GDP
Bảng thống kê GDP theo sức mua tương đương và tốc độ tăng trưởng kinh tế một số năm từ 2002 đến 2006:
| Năm  | GDP Đơn vị tỉ USD PPP | Tăng trưởng % GDP |
| ---- | --------------------- | ----------------- |
| 2002 | 166.876               | 0.5               |
| 2003 | 170.798               | 0.7               |
| 2004 | 178.477               | 2.4               |
| 2005 | 187.721               | 3.1               |
| 2006 | 195.581               | 3.2               |